# Željko Kopić
Željko Kopić (Eszék, 1977. szeptember 10. –) horvát labdarúgó, edző.

## Pályafutása

### Játékosként
Játékos pályafutása során Željko Kopić a horvát NK Čakovec, az NK Marsonia és az NK Hrvatski Dragovoljac, valamint az ausztrál Sydney United csapataiban játszott.

### Edzőként
Visszavonulása után 2006-ban UEFA "B" edzői diplomát, 2013-ban "UEFA PRO" licencet szerzett. Edzői karrierjének kezdetén a Hrvatski Dragovoljac, utolsó klubjának segédedzőjeként vállalt munkát,  majd 2009 októberében Kopić lett a horvát negyedosztályú Zagorec vezetőedzője. Két hónappal később a másodosztályú Segesta nevezte ki a csapat élére, de miután az első öt mérkőzésen csak három pontot szerzett, 2010 márciusában menesztették, a Segesta pedig kiesett a harmadosztályba. 2011 augusztusában Dražen Biškupot váltotta az első osztályú NK Lučko élén. A 2011-12-es bajnokságot a 13. helyen zárta az együttes, így kiesett a másodosztályba. 
A következő szezon kezdetén Kopić kétéves szerződést kötött a Cibaliával. 2012 novemberében lemondott, miután az utolsó hét mérkőzésből mindössze egyet tudott megnyerni csapatával. 2014 júniusában átvette az NK Zagreb vezetését és a  2014-15-ös bajnokságot az ötödik helyen zárta, alig elmaradva csapatával a nemzetközi kupaszereplést jelentő pozícióktól. 2015 júniusában elhagyta a klubot, és csatlakozott a kaproncai Slaven Belupóhoz, ahol két évig állt a csapat élén. 2017. november 13-án ő lett a Hajduk Split vezetőedzője.